# Dolenja vas (Prebold, Slovenija)
Dolenja vas je naselje u slovenskoj Općini Prebold. Dolenja vas se nalazi u pokrajini Štajerskoj i statističkoj regiji Savinjskoj.
Mještani se službeno nazivaju (slov.) Dolenjčani (hrv. Dolenjani), a u lokalnom narječju je u upotrebi naziv Dole'jčani i naziv mjesta kao Dol'eja vés.
Dolenja vas je izduženo naselje uz cestu na južnom rubu Donje Savinjske doline, smješteno na lijevoj obali rijeke Bolske, sjeverno od Prebolda i istočno od Kaplje vasi. Iznad ušća Bolske u rijeku Savinju nalazi se zaselak Lapurje. Sastoji se od nekadašnje stare farme s paralelnim i skučenim kućama, smještenih u istočnom dijelu naselja uz cestu prema Svetom Lovrencu, noviji prigradski dio sela leži na zapadu, cestom prema Kapljoj vasi.
Farme se većinom bave proizvodnjom hmelja i stoke, stvarnih farmi je malo, većina mještana ima njivu ili vrt za proizvodnju povrća i zasađen manji broj različitih vrsta voćaka. Zaposleni mještani rade uglavnom u susjednom Preboldu, Šempetru u Savinjskoj dolini, Žalcu, Velenju. U mjestu postoji mnogo obrta, među najstarijim su dvije drvoprerađivačke tvrtke - pilane i bravarska tvrtka, a novija poduzeća (koja djeluju od samostalnosti) su; autopraonica, dvije grafičke tvrtke i pet različitih manjih uslužnih tvrtki. U selu su nekada djelovale privatne trgovine, a sada u tom mjestu djeluje samo trgovina poljoprivredne opskrbe (zadruga). U mjestu je privatni kamp s bazenom i dobro poznatom starom lokalnom gostionicom. U mjestu svake druge i četvrte subote u mjesecu je selski sajam.
Seljani su osnovali dobrovoljnu vatrogasnu postrojbu 1920. godine. Dvadesetih godina prošlog stoljeća izgrađen je betonski most preko rijeke Bolske u Prebold, koji se danas nalazi pored modernog mosta izgrađenog 1993. godine. Vodovod je selo dobilo 1954. godine, a korito rijeke Bolske regulirano je 1960. godine i tada je prvi put asfaltirana cesta kroz selo. Kanalizacijski priključak selo je dobilo 2004. godine.
U Dolenji vasi su rođeni Slavko Šlander (nacionalni heroj) i Ernest (Nestl) Žgank 1909. godine, a 1940. godine ovdje je rođen Ervin Fritz. Iz Dolenje vasi potječe i čuvena obitelj Škorjanč koja je dala mnoge svećenike.
U selu je postavljena povijesno-etnološka Muzejska zbirka Prebold kroz vrijeme.

## Stanovništvo
Prema popisu stanovništva iz 2018. godine naselje je imalo 584 stanovnika.